# Becket (film 1910)
Becket, conosciuto anche come The Martyrdom of Thomas A. Becket, Archbishop of Canterbury è un cortometraggio muto del 1910 diretto e interpretato da Charles Kent.

## Produzione
Il film fu prodotto dalla Vitagraph Company of America.

## Distribuzione
Distribuito dalla General Film Company, il film - un cortometraggio di 304 metri, ovvero una bobina - uscì nelle sale cinematografiche statunitensi il 9 luglio 1910.